# 西林寺 (九江市)
西林寺（さいりんじ）は、中華人民共和国江西省九江市廬山にある仏教寺院。

## 歴史
東晋の太元2年（377年）、太常令の陶範（陶侃の子）によって慧永禅師として建立された。宋の太宗から「太平興国乾明禅寺」の額を賜った。
1987年12月、江西省人民政府は西林寺を江西省文物保護単位に認定した。

## 伽藍
牌坊、山門、天王殿、大雄宝殿、千仏塔

## 文学
北宋には、蘇軾が此に游び、『題西林壁』を留めている：「横看成嶺側成峰、遠近高低各不同。不識廬山真面目、只縁身在此山中。」